# Cerkiew św. Dymitra w Nowym Sączu
Cerkiew św. Dymitra – cerkiew greckokatolicka, która w latach 1783–1993 stała we wsi Czarne. 
W 1993 świątynię rozebrano i przeniesiono do Nowego Sącza do Sądeckiego Parku Etnograficznego, gdzie w latach 1996–2000 została odbudowana i pełni funkcje muzealne i kultowe.

## Historia
Pierwotna świątynia została zbudowana w 1786 jako typowa drewniana cerkiew zachodniołemkowska. W 1801 ikonostas dla cerkwi wykonał Jakub Szwajcar. W 1893 gruntownie remontowana i przebudowana. w latach 1893–1895 Jan i Paweł Bogdańscy wykonali polichromię i przemalowali ikony ikonostasu. W 1945 i 1947 wysiedlono niemal całą wieś, świątynia stała opuszczona i niszczała. W latach 70. zainteresowali się cerkwią twórcy skansenu w Nowym Sączu, dokąd trafiła w 1993. 
Po reaktywowaniu parafii greckokatolickiej w Nowym Sączu (w 1989) ponownie bywa sprawowana liturgia w tym obrządku. 
Od kwietnia 2017, w związku z utworzeniem w Nowym Sączu prawosławnego punktu duszpasterskiego pw. Świętych Cyryla i Metodego, w cerkwi celebrowane są również nabożeństwa prawosławne.

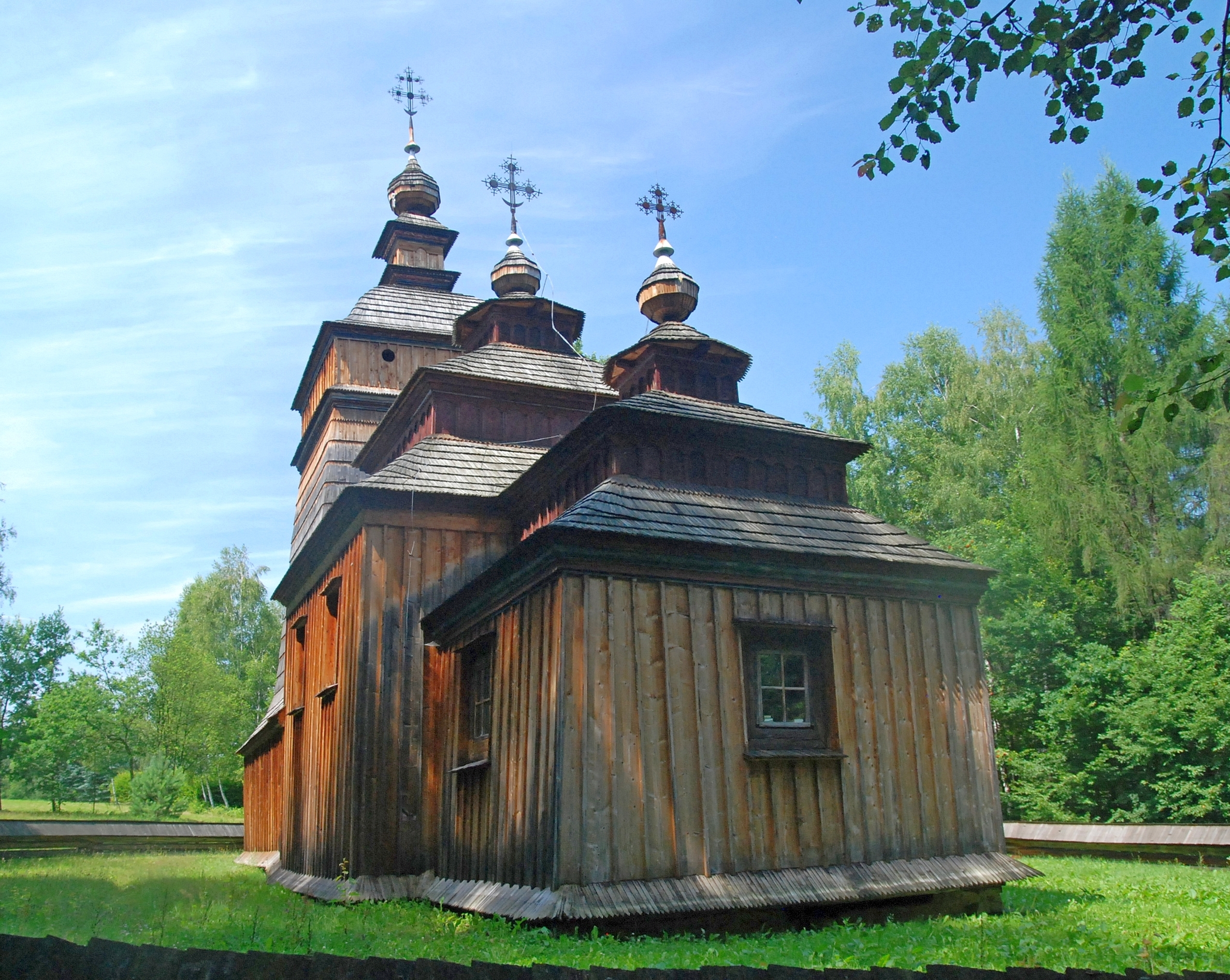
Widok od prezbiterium
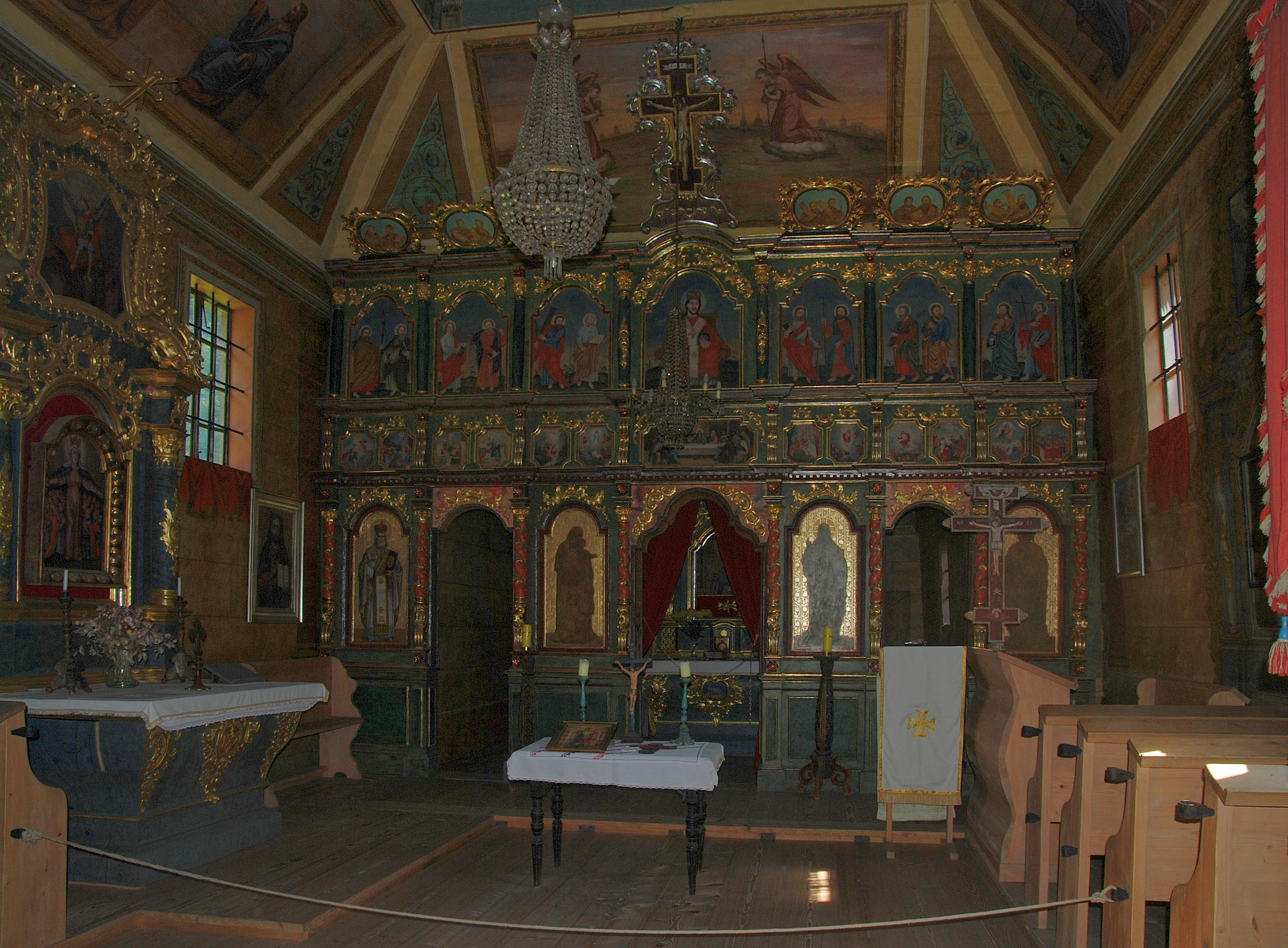
Wnętrze
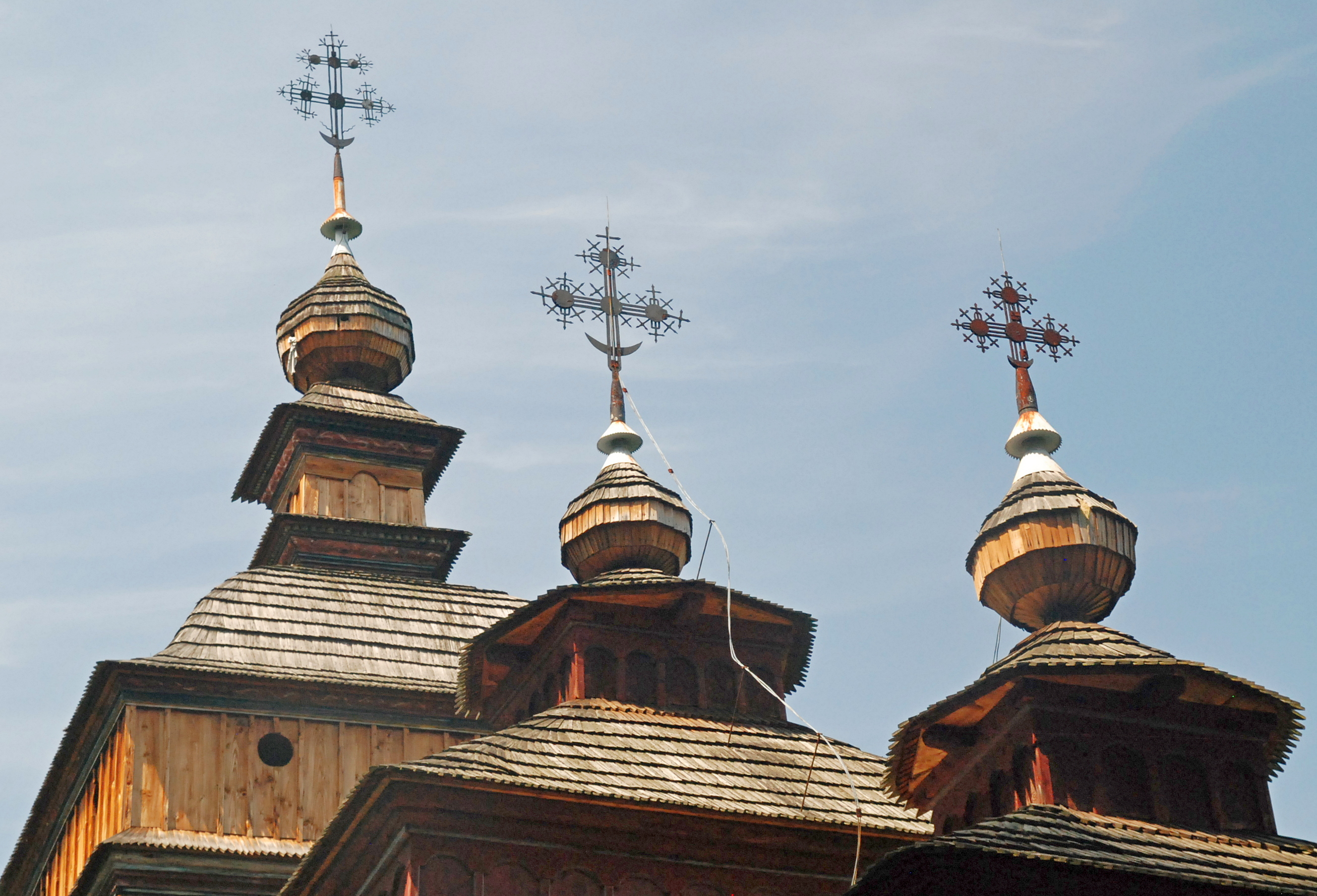
Wieże

## Architektura i wyposażenie
Jest to budowla orientowana, drewniana, konstrukcji zrębowej. Trójdzielna: prezbiterium zamknięte prostokątnie, szerszą nawą i babińcem otoczonym przez słupy wieży. Wieża ze zwężającymi się gontowymi ścianami z pozorną izbicą i kopulastym hełmem zwieńczonym czworokątna latarnią z cebulastą banią. Ściany oszalowane pionowo z listwowaniem. Pokryta łamanymi uskokowo gontowymi dachami namiotowymi.
We wnętrzu polichromia Bogdańskich, zachowany barokowo-rokokowy ikonostas, w którym brakuje trzech ikon namiestnych skradzionych jeszcze w Czarnem oraz ołtarz główny i boczny. Wewnątrz także ciekawa ekspozycja „Droga cerkwi z Czarnego do skansenu w Nowym Sączu”.

## Otoczenie
Cerkiew otacza drewniane ogrodzenie z  gontowym daszkiem.

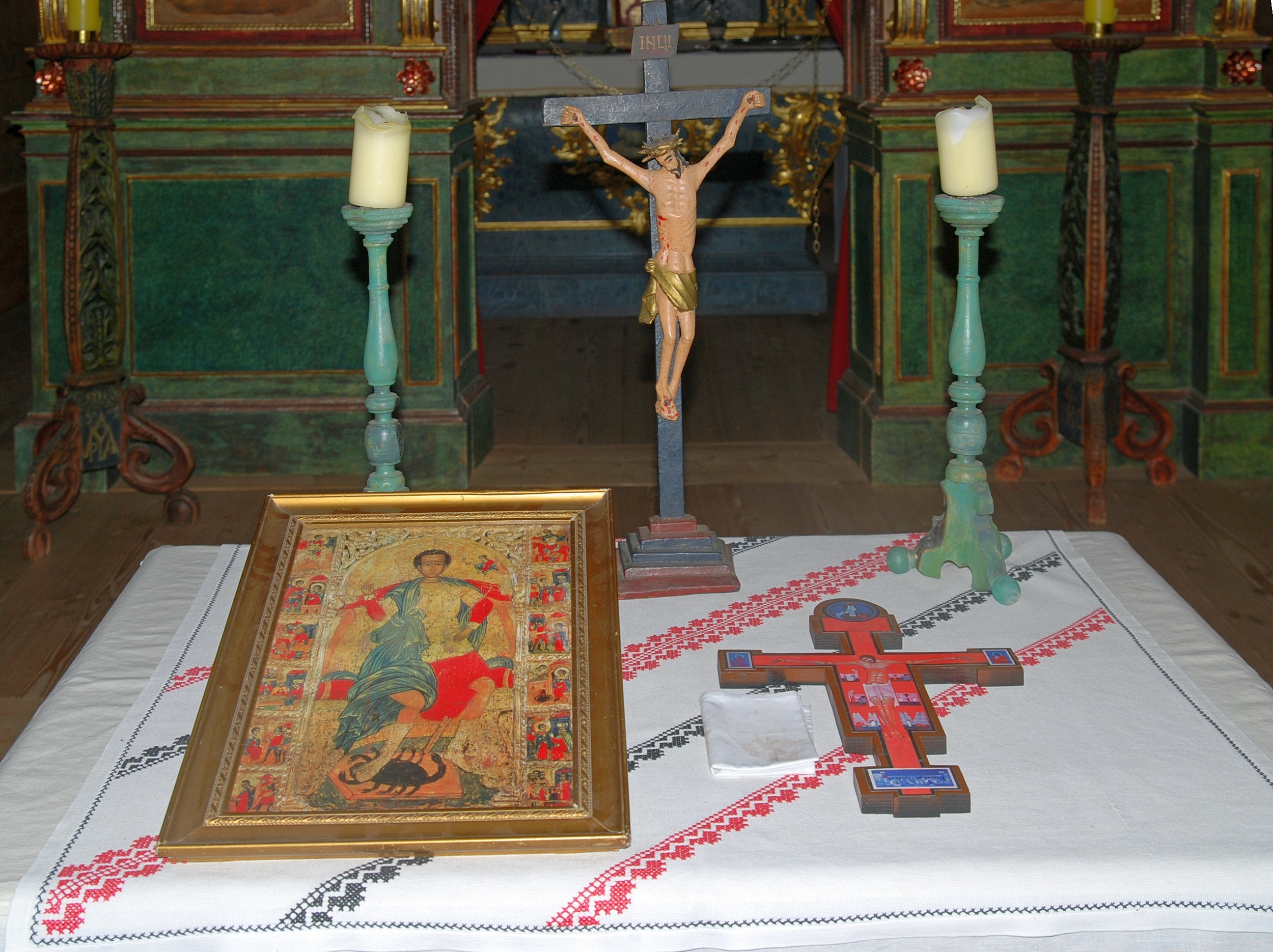
Wnętrze
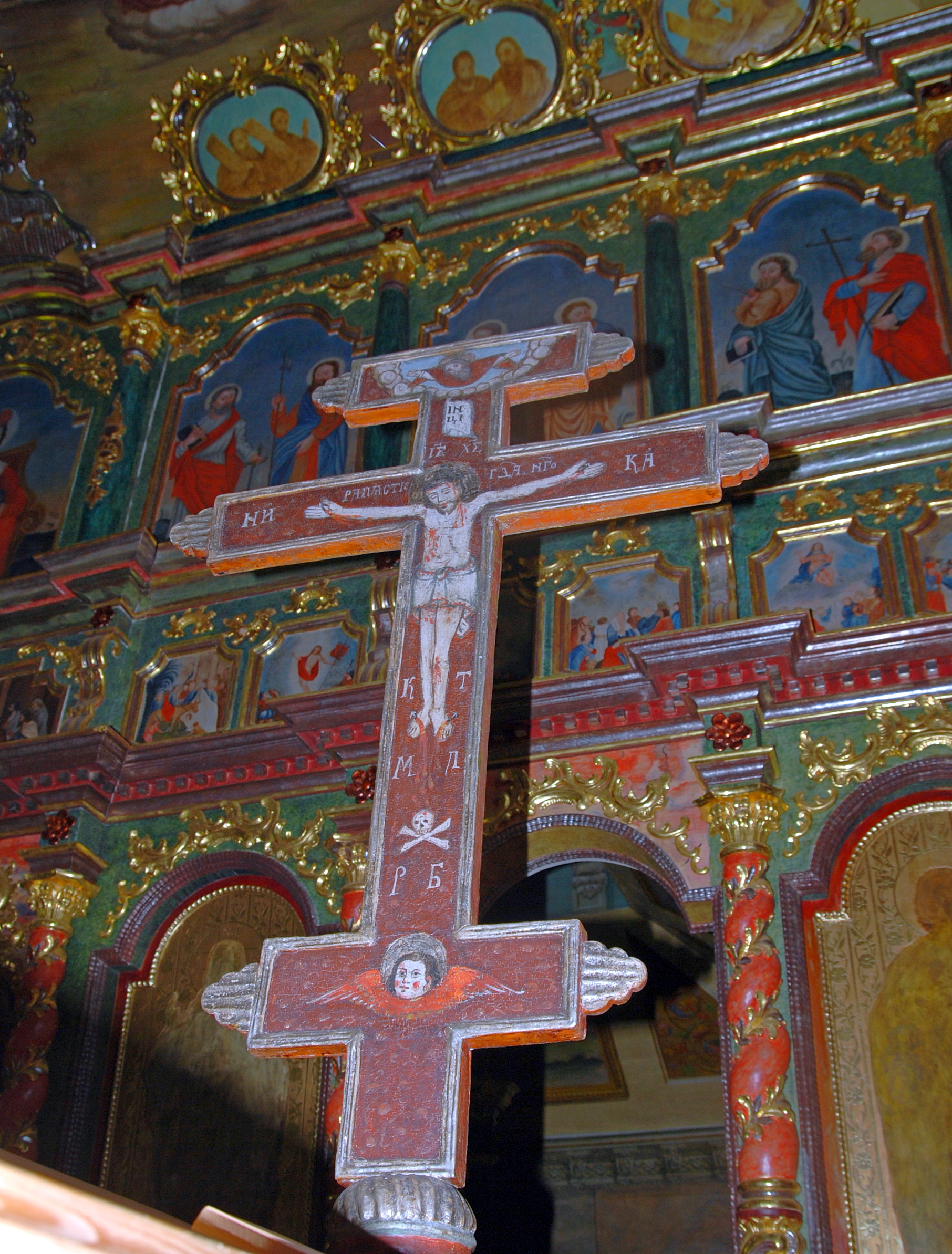
Wnętrze